# La Baume-de-Transit
La Baume-de-Transit ist eine französische Gemeinde mit 933 Einwohnern (Stand 1. Januar 2022) im Département Drôme in der Region Auvergne-Rhône-Alpes.

## Geographie

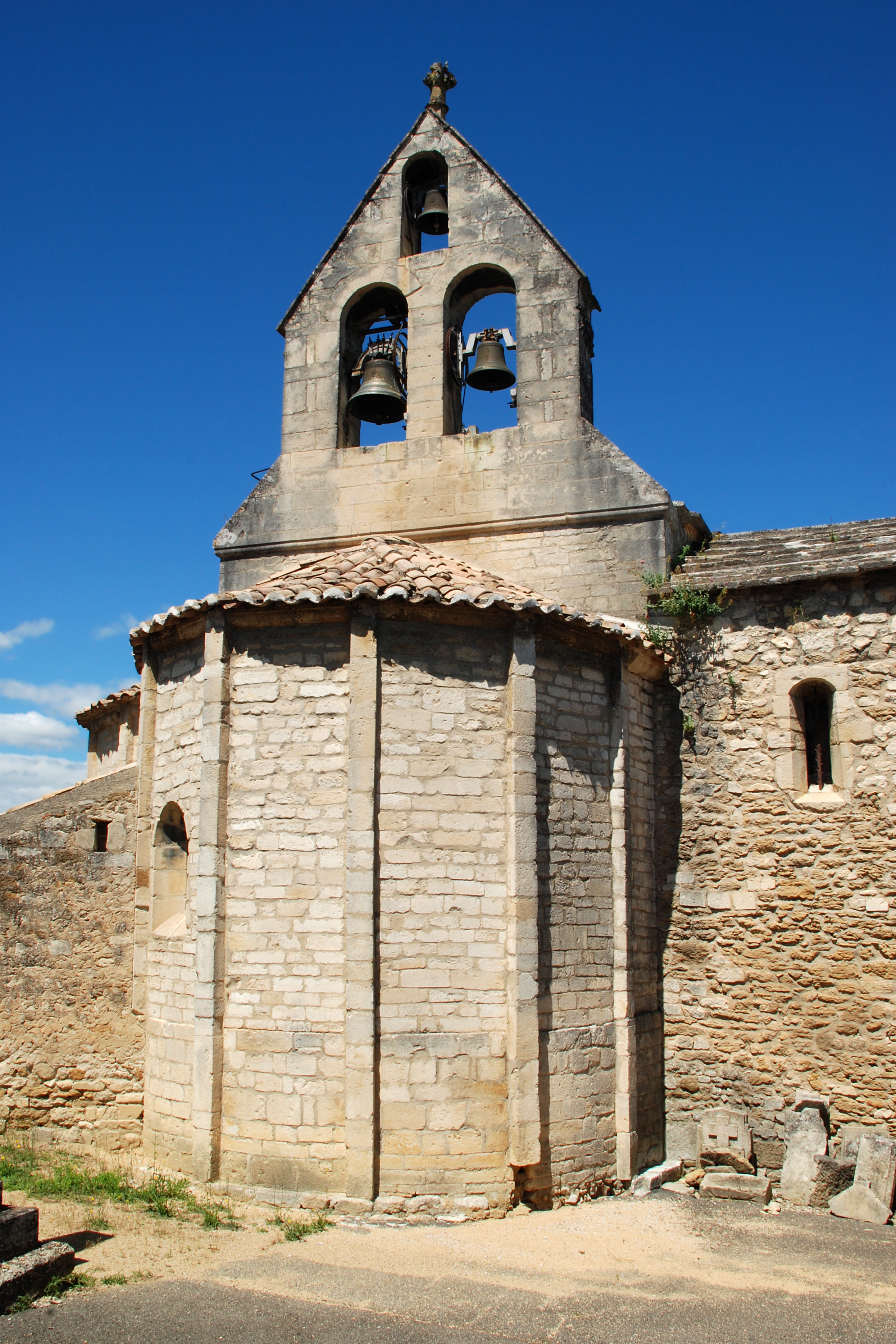
Kirche Sainte-Croix

La Baume-de-Transit liegt an der Grenze des Départements Drôme zum Département Vaucluse, 23 Kilometer nordöstlich von Orange und elf Kilometer südwestlich von Valréas. Der Fluss Lez fließt durch das Gemeindegebiet. Nachbargemeinden von La Baume-de-Transit sind Montségur-sur-Lauzon im Nordwesten, Richerenches im Nordosten, Bouchet im Süden und Suze-la-Rousse im Südwesten. Das Gemeindegebiet umfasst 1205 Hektar, die mittlere Höhe beträgt 133 Meter über dem Meeresspiegel, die Mairie steht auf einer Höhe von 169 Metern.
La Baume-de-Transit ist einer Klimazone des Typs Cfb (nach Köppen und Geiger) zugeordnet: Warmgemäßigtes Regenklima (C), vollfeucht (f), wärmster Monat unter 22 °C, mindestens vier Monate über 10 °C (b). Es herrscht Seeklima mit gemäßigtem Sommer.

## Geschichte
Die Gemeinde gehörte seit dem 9. Jahrhundert den Bischöfen von Saint-Paul-Trois-Châteaux. Ab dem 15. Jahrhundert, bis zum Tode von Diana von Poitiers gehörte sie dem Haus Poitiers-Valentinois von Saint-Vallier.

### Bevölkerungsentwicklung
| Jahr                       | 1962 | 1968 | 1975 | 1982 | 1990 | 1999 | 2009 | 2016 |
| -------------------------- | ---- | ---- | ---- | ---- | ---- | ---- | ---- | ---- |
| Einwohner                  | 340  | 358  | 405  | 513  | 614  | 742  | 827  | 859  |
| Quellen: Cassini und INSEE |      |      |      |      |      |      |      |      |

## Sehenswürdigkeiten
- Ruine der Burg aus dem 12. Jahrhundert, 1980 als Monument historique (historisches Denkmal) klassifiziert
- Schalenturm der mittelalterlichen Stadtbefestigung
- Kirche Sainte-Croix aus dem 12. Jahrhundert, seit 1908 als Monument historique klassifiziert; in der Kirche ein Gemälde aus dem 18. Jahrhundert, das 1983 als Monument historique klassifiziert wurde und am 24. April 2001 gestohlen wurde. Eine Prozessionslaterne aus dem 19. Jahrhundert wurde 1980 ebenfalls als Monument historique klassifiziert.[3][4]

## Wirtschaft
Wichtige Erwerbszweige der Baumois sind Landwirtschaft, Viehzucht (Schafe), Weinbau und Forstwirtschaft.

### Lokale Produkte
Auf dem Gemeindegebiet gelten kontrollierte Herkunftsbezeichnungen (AOC) für Picodon und Grignan-les-Adhémar-Weine sowie geschützte geographische Angaben (IGP) für Lammfleisch (Agneau de Sisteron), Perlhühner (Pintadeau de la Drôme), Geflügel (Volailles de la Drôme), Honig (Miel de Provence),  Knoblauch (Ail de la Drôme) und Rot-, Weiß- und Roséwein (Comtés Rhodaniens, Drôme und Méditerranée).